# Shkodra Elektronike
Shkodra Elektronike es un dúo musical de electropop italo-albanés fundado en 2019 en Shkodër. El grupo está formado por los cantantes Beatriçe Gjergji (9 de septiembre de 1990) y Kolë Laca (7 de mayo de 1972).

## Historia
Ambos originarios de Shkodër, pero criados en Italia, el dúo ha ganado popularidad en Albania a partir de 2020 gracias a sencillos de éxito como Ku e gjeta vedin y Synin si Qershia. Posteriormente, comenzaron a actuar en varios festivales internacionales. En 2021, debutaron en el Festivali i Këngës, el festival de la canción albanés que a su vez sirve como método de selección del país para el Festival de Eurovisión, como coautores y cocompositores de la canción E jemja nuse, interpretada por Rezarta Smaja.
En 2022, lanzaron su EP debut, Live @ Uzina con el sello Alt Orient, del cual forma parte el sencillo Turtulleshë.
En 2023, participaron en la séptima edición del festival Za Fest en Shkodër, donde interpretaron su versión de la popular canción Vaj si kenka ba dynjaja.
En 2024, fueron confirmados como participantes del 63.º Festivali i Këngës, en el que triunfaron con su canción Zjerm. Su victoria en el festival garantizó al dúo la posibilidad de representar a su país en el Festival de la Canción de Eurovisión 2025, celebrado en Basilea en el que finalmente obtendrían la 8va posición siendo el primer top 10 desde la edición de 2012

## Estilo musical
La música de Shkodra Elektronike se caracteriza por una fusión de géneros como la música electrónica, el pop y la música tradicional albanesa, y está formada por melodías pegadizas, ritmos atractivos y letras que a menudo tratan temas como el amor o la vida cotidiana.

## Discografía

### EP
- 2022 – Live @ Uzina

### Sencillos
- 2020 – Ku e gjeta vedin
- 2020 – Synin si qershia
- 2022 – Turtulleshë
- 2023 – Vaj si kenka ba dynjaja (con la Fanfara Tirana)
- 2024 – Zjerm